# 426 Hippo
426 Hippo este un asteroid din centura principală, descoperit pe 25 august 1897, de Auguste Charlois.